# Gustav Mahler
Gustav Mahler (født 7. juli 1860, død 18. maj 1911) var en østrigsk komponist og dirigent, og regnes som en nøglefigur i overgangen fra det 19. århundredes romantik til det 20. århundredes modernisme. Allerede i sin levetid blev Mahler anerkendt som en af tidens største dirigenter, mens hans egne kompositioner først for alvor vandt bred anerkendelse efter hans død. Under naziregimet blev hans musik forbudt i store dele af Europa og gik i glemmebogen, men i løbet af det 20. århundredes sidste årtier blev hans værker genopdaget af en ny generation af musikelskere. I dag regnes Mahler som en af de mest opførte og indspillede komponister nogensinde, og i 2016 blev tre af hans symfonier udpeget blandt musikhistoriens ti største af BBC Music Magazine. 
Mahler blev født i Bøhmen, det nuværende Tjekkiet, som dengang var en del af det østrigske kejserrige. Han voksede op i en tysktalende, jødisk familie og udviste tidligt et bemærkelsesværdigt musikalsk talent. Efter sin dimission fra konservatoriet i Wien i 1878 indledte han en hastigt opadgående karriere som dirigent ved en række europæiske operahuse. I 1897 nåede han et karrieremæssigt højdepunkt, da han blev udnævnt til direktør for Wiener Hofoper. For at kunne varetage denne prestigefyldte stilling konverterede Mahler til katolicismen. Alligevel blev hans tid i Wien præget af vedvarende antisemitisk kritik i byens presse. Trods modstanden blev han anerkendt for sine nyskabende opsætninger og fortolkninger af komponister som Richard Wagner, Wolfgang Amadeus Mozart og Pjotr Iljitj Tjajkovskij. I sine sidste leveår virkede han som direktør for både Metropolitan Opera og New York Philharmonic i USA. 
Mahlers oeuvre er relativt begrænset, da hans travle virke som operadirigent efterlod ham med begrænset tid til at komponere. Til gengæld er hans værker præget af stor kunstnerisk ambition og tæller primært orkester- og korværker. Med undtagelse af hans 2. og 8. symfoni, som blev mødt med begejstring ved deres uropførelser i henholdsvis 1895 og 1910, blev hans musik ofte modtaget med kølighed i samtiden. Først årtier senere opnåede Mahlers værker bred anerkendelse. Blandt hans musikalske arvtagere regnes komponisterne i den såkaldte Anden Wienerskole – Arnold Schönberg, Alban Berg og Anton Webern – samt senere navne som Dmitrij Sjostakovitj og Benjamin Britten. I 1955 blev Internationale Gustav Mahler Gesellschaft grundlagt med det formål at udbrede kendskabet til Mahlers liv og værk.

## Biografi

### Tidlige liv (1860-1880)

#### Barndom
Gustav Mahler blev født den 7. juli 1860 i Kaliště, i det nuværende Tjekkiet, som den ældste søn i en fattig, jødisk familie. Hans bedstemor havde ernæret sig som omvandrende bissekræmmer – en baggrund, der vidnede om slægtens beskedne kår. På dette tidspunkt var Bøhmen en del af det østrigske kejserrige, og familien Mahler tilhørte en tysktalende minoritet i en region præget af et tjekkisktalende flertal. Allerede som barn udviklede Mahler derfor en livslang følelse af fremmedhed og rodløshed. Hans mor, Marie Frank, var datter af en sæbemager, mens faderen, Bernhard Mahler, arbejdede som kusk.
Kort efter Mahlers fødsel flyttede familien til Jihlava, hvor faderen med en vis succes opbyggede et destilleri. Familien voksede hurtigt, men af de tolv børn, ægteparret fik, overlevede kun seks barndommen. På dette tidspunkt var Jihlava en livlig købstad med cirka 20.000 indbyggere, og her fik Mahler tidligt indblik i musikkens mangfoldighed: Fra gademusikanternes folketoner til det lokale militærorkesters pompøse marcher. Denne kontrast mellem det folkelige og det højtidelige satte sig dybe spor i hans musikalske sprog.
Mahler begyndte at spille klaver allerede som fireårig og viste hurtigt usædvanligt talent. Han blev betragtet som et vidunderbarn og debuterede offentligt som tiårig med en koncert i byens teater. Trods sine åbenlyse musikalske evner havde han dog vanskeligt ved det boglige, og i 1871 blev han sendt på Det Nye Gymnasium i Prag. Her følte han sig ensom og fremmedgjort, og efter kort tid vendte han tilbage til Jihlava. I 1875 døde hans elskede lillebror Ernst efter længere tids sygdom – et tab, der ramte Mahler dybt. I forsøget på at bearbejde sorgen indledte han arbejdet på en opera, Herzog Ernst von Schwaben, i samarbejde med vennen Josef Steiner. Værket blev dedikeret til Ernst, men hverken partituret eller librettoen er bevaret.

#### Studietid
I 1875 blev Gustav Mahler, med støtte fra sine forældre, optaget på konservatoriet i Wien. I de første to studieår koncentrerede han sig om klaverspil under vejledning af den anerkendte pianist Julius Epstein. Mahler viste sig som en talentfuld pianist og vandt flere priser ved konservatoriets årlige konkurrencer. I de sidste to studieår skiftede han fokus til komposition og harmonilære, som han studerede hos Robert Fuchs og Franz Krenn. Kun få af hans tidlige værker fra denne periode er bevaret, da Mahler ofte kasserede sine kompositioner. Han var sjældent tilfreds med egne evner og destruerede blandt andet partituret til en symfonisk sats, efter at værket var blevet kritisk bedømt af konservatoriets rektor, Joseph Hellmesberger. I samme periode gjorde Mahler sine første erfaringer som dirigent gennem konservatoriets studenterorkester, hvor han dog primært medvirkede som slagtøjsspiller.
Blandt Mahlers medstuderende var den senere berømte sangkomponist Hugo Wolf, som han knyttede et nært venskab med. Wolf blev imidlertid bortvist fra konservatoriet på grund af manglende vilje til at følge skolens regler. Mahler undgik kun samme skæbne ved at skrive et undskyldende brev til rektor Hellmesberger. I sin fritid deltog han i musikforelæsninger hos Anton Bruckner, som fik stor betydning for hans musikalske udvikling. Mahler var blandt publikum ved den berygtede uropførelse af Bruckners 3. symfoni i december 1877, hvor store dele af salen forlod koncerten i protest. Som en gestus fremførte Mahler og en gruppe medstuderende senere en klaverreduktion af symfonien for Bruckner selv. På linje med mange unge musikere i sin generation blev Mahler også dybt inspireret af Richard Wagners musik og æstetik.
Efter sin dimission fra konservatoriet i 1878 indskrev Mahler sig ved Wiens Universitet for at studere litteratur og filosofi. Under konservatorietiden havde han udviklet en interesse for tysk filosofi, som var blevet vakt af hans ven Siegfried Lipiner. Tænkere som Arthur Schopenhauer, Friedrich Nietzsche, Gustav Fechner og Hermann Lotze kom senere til at præge både hans verdenssyn og kunstneriske virke. Allerede efter ét år forlod han dog universitetet for at undervise i klaver, samtidig med at han komponerede. I 1880 færdiggjorde han kantaten Das klagende Lied, der i dag betragtes som hans første egentlige værk. Den blev dog først uropført i revideret form i 1901.

### Tidlige karriere (1880-1888)

#### Første ansættelser
I juni 1880 blev Gustav Mahler ansat som dirigent ved et lille sommerteater i kurbyen Bad Hall nær Linz. Repertoiret bestod udelukkende af lette operetter, og Mahler tog kun imod den midlertidige stilling, fordi hans tidligere lærer, Julius Epstein, havde forsikret ham om, at det kunne blive et springbræt til større opgaver. Allerede året efter fik han en mere seriøs stilling som vikarierende dirigent ved Landestheater i Ljubljana, i det nuværende Slovenien, hvor han for første gang arbejdede med et egentligt operarepertoire. Her debuterede han som operadirigent med Giuseppe Verdis Il trovatore (1853) og dirigerede i løbet af seks måneder yderligere ni operaer samt adskillige operetter. Efter denne periode vendte Mahler tilbage til Wien, hvor han blev ansat som korleder ved Carltheater på deltid.
I januar 1883 fik Mahler sin første faste stilling som operadirigent, da han blev ansat ved Det Kongelige Stadsteater, i dag Det Mähriske Teater, i Olomouc. Han skrev senere om sin ankomst: "Jeg havde en fornemmelse af, at jeg nu skulle møde Guds vrede, da jeg første gang trådte over dørtærsklen til teatret i Olomouc." Trods et anstrengt forhold til orkestermusikerne ledede han ni opsætninger på teatret, heriblandt Georges Bizets Carmen (1875), og formåede efterhånden at vinde lokalpressens anerkendelse, selvom denne i begyndelsen havde været kritisk over for ham.
Efter kun få måneder i Olomouc blev Mahler i august samme år tilbudt stillingen som musik- og kordirektør ved Det Kongelige Teater i Kassel. Stillingen viste sig dog hurtigt at være præget af konflikter. Mahler var i praksis underlagt teatrets kapelmester, Wilhelm Treibe, der ikke blot misbilligede ham, men også aktivt modarbejdede hans arbejde. I januar 1884 forsøgte Mahler derfor uden held at blive assistent for den berømte dirigent Hans von Bülow, da denne gæstede byen med Meiningen Hofkapelle. På trods af det fjendtlige arbejdsmiljø havde Mahler visse kunstneriske succeser i Kassel. Han dirigerede blandt andet sin yndlingsopera, Carl Maria von Webers Der Freischütz (1821), samt i alt 25 andre operaer. Den 23. juni 1884 opførte han for første gang offentligt et af sine egne værker – musik skrevet til Joseph Victor von Scheffels skuespil Der Trompeter von Säckingen. Det var også i Kassel, at Mahler indledte en lidenskabelig og smertefuld kærlighedsaffære med sopranen Johanna Richter. Forholdet inspirerede ham til at skrive sangcyklussen Lieder eines fahrenden Gesellen (1884–85), som rummer en dybt personlig bearbejdning af sorg og afvisning.
I 1885 så Mahler endelig en mulighed for at forlade Kassel, da han underskrev kontrakt med operaen i Leipzig med ansættelse fra august 1886. For ikke at tilbringe endnu et helt år i det spændingsfyldte arbejdsmiljø i Kassel, sagde han op allerede i juni 1885 og accepterede en midlertidig stilling som dirigent ved Neues Deutsches Theater i Prag, nu Statsoperaen, under ledelse af Angelo Neumann.

#### Prag og Leipzig
I 1880'erne var det intellektuelle og kunstneriske liv i Prag præget af en voksende nationalromantik, som også satte sit præg på byens teaterscene. Det nyopførte tjekkiske Nationalteater vandt hastigt terræn på bekostning af det ældre tysksprogede Neues Deutsches Theater, hvor Gustav Mahler blev ansat som dirigent. Hans opgave blev at vinde publikum tilbage gennem ambitiøse opsætninger af store tyske operaer. Det lykkedes ham især med sine fortolkninger af Wolfgang Amadeus Mozart og Wagner, som han resten af karrieren blev særligt forbundet med. Mahlers kompromisløs og egenrådige ledelsesstil førte dog til gentagne konflikter, herunder et åbent opgør med hans meddirigent Ludvík Slánský. I løbet af sine tolv måneder i Prag dirigerede han 68 forestillinger fordelt på 14 operaer, hvoraf 12 var nye i hans personlige repertoire. Det var også i Prag, at han for første gang dirigerede Ludwig van Beethovens 9. symfoni (1824).
I juli 1886 forlod Mahler Prag til fordel for sin nye stilling ved operaen i Leipzig. Her kom han hurtigt på kant med sin ældre kollega Arthur Nikisch i spørgsmålet om, hvem der skulle dirigere husets nyopsætning af Wagners store operacyklus Der Ring des Nibelungen (1848–74). Da Nikisch meldte sig syg fra februar til april 1887, overtog Mahler hele opgaven og dirigerede alle fire operaer. Hans fortolkninger blev mødt med begejstring fra både kritikere og publikum, men det forbedrede ikke hans forhold til orkestret, som kritiserede hans autoritære stil og langtrukne prøver.
I Leipzig blev Mahler ven med kaptajn Carl von Weber, barnebarn af komponisten Carl Maria von Weber. Gennem dette venskab blev han opfordret til at færdiggøre og orkestrere Webers ufuldendte opera Die drei Pintos. Mahler nærstuderede Webers øvrige værker, men tilføjede også sine egne ideer og løsninger. Premieren fandt sted den 20. januar 1888 i Leipzig og blev en begivenhed af international betydning, hvor flere prominente operadirektører deltog. Ved den tredje opførelse den 29. januar var også komponisten Pjotr Iljitj Tjajkovskij blandt publikum. Opsætningen blev positivt modtaget og gjorde Mahler kendt langt ud over de tysktalende lande. Hans forhold til Weber-familien blev dog ødelagt, da han indledte en kortvarig affære med kaptajn Webers hustru, Marion Mathilde. I februar og marts samme år begyndte Mahler arbejdet på sin 1. symfoni og stiftede samtidig bekendtskab med Des Knaben Wunderhorn (1805–08), en samling tyske folkeviser redigeret af Achim von Arnim og Clemens Brentano. Disse tekster skulle få afgørende betydning for hans musik i de følgende tolv år.
I maj 1888 opsagde Mahler pludseligt sin stilling i Leipzig – angiveligt efter en konflikt med operaens direktør, Albert Goldberg. I virkeligheden havde Mahler i hemmelighed indgået en aftale om at vende tilbage til Prag for at dirigere både sin version af Die drei Pintos og Peter Cornelius' Der Barbier von Bagdad (1858). Opholdet blev dog kort: Efter blot tre måneder blev han afskediget som følge af et voldsomt vredesudbrud under en prøve. Kort tid efter fik han dog tilbudt en ny stilling. Med støtte fra sine gamle wienervenner, Guido Adler og David Popper, blev Mahler indstillet som ny direktør for Den Kongelige Opera i Budapest. Ved ansættelsessamtalen gjorde han så stærkt et indtryk, at han fik stillingen med tiltrædelse i oktober 1888.

#### Første kompositioner
I begyndelsen af sin dirigentkarriere komponerede Gustav Mahler kun i sin fritid. Mellem sine ansættelser i Ljubljana og Olomouc satte han musik til flere digte af Richard Leander og Tirso de Molina – sange, der senere blev samlet i udgivelsen Lieder und Gesänge (1892). Hans første egentlige sangcyklus, Lieder eines fahrenden Gesellen, blev til under opholdet i Kassel og byggede på digte, Mahler selv havde skrevet. Senere inkorporerede han cyklussens anden og fjerde sang i sin 1. symfoni, som han færdiggjorde i 1888, mens han var midt i en lidenskabelig affære med Marion Mathilde von Weber. Mahlers intense følelser i denne periode kommer til udtryk i musikken, der oprindeligt var tænkt som et femsatset symfonisk digt. En af satserne, "Blumine," var baseret på Mahlers tidligere musik til teaterstykket Der Trompeter von Säckingen, men blev senere udeladt fra symfonien. Kort efter færdiggørelsen af 1. symfoni komponerede han det symfoniske digt Totenfeier (1888), der senere blev omarbejdet til førstesatsen i hans 2. symfoni.
Flere musikforskere har spekuleret i, om Mahler i sin ungdom komponerede værker, som senere er gået tabt eller bevidst ødelagt. Den nederlandske dirigent Willem Mengelberg mente eksempelvis, at Mahlers 1. symfoni var for modent et værk til at være hans første. I 1938 hævdede han, at der fandtes et såkaldt "Dresden-arkiv" med ukendte Mahler-partiturer i Marion Mathilde von Webers besiddelse. Ifølge musikologen Donald Mitchell er det sandsynligt, at tidlige Mahler-manuskripter blev opbevaret i netop Dresden, men hvis et sådant arkiv har eksisteret, blev det med al sandsynlighed ødelagt under de voldsomme bombeangreb på byen i 1945.

### Budapest og Hamborg (1888-1897)

#### Den Kongelige Opera i Budapest
I oktober 1888 tiltrådte Gustav Mahler stillingen som direktør for Den Kongelige Opera i Budapest. Byens kulturliv var på dette tidspunkt præget af ideologiske spændinger mellem konservative nationalister, der ønskede en gennemgribende magyarisering, og liberale multikulturalister, som arbejdede for at bevare landets tyske traditioner. Under Sándor Erkels konservative ledelse havde operaens repertoire hovedsageligt været begrænset til nationalromantiske værker. Ved Mahlers ankomst var magtbalancen dog begyndt at tippe, idet den nyudnævnte intendant, Ferenc von Beniczky, repræsenterede den liberale fløj. Mahler var fuldt ud klar over den politiske og kulturelle betændthed i situationen og udskød derfor sin debut som dirigent til januar 1889. Her vakte han stor opsigt med sin opførelse af en ungarsk version af Wagners Das Rheingold og Die Walküre. Planerne om at fortsætte med de øvrige operaer i Der Ring des Nibelungen-cyklussen blev dog bremset af operahusets konservative kræfter, som krævede et mere "ungarsk" repertoire. For at imødekomme disse krav og udvide sin egen musikalske horisont rejste Mahler i foråret 1890 til Italien. Her opdagede han blandt andet Pietro Mascagnis nykomponerede Cavalleria rusticana (1890), som han siden bragte til Budapest, hvor den fik sin ungarske premiere den 26. december samme år.
Samtidig blev Mahler ramt af en række personlige tragedier. I februar 1889 døde hans far, Bernhard Mahler, og i løbet af året mistede han også sin mor, Marie, og sin søster Leopoldine. Mahler påtog sig herefter ansvaret for sine fire yngre søskende, Alois, Otto, Justine og Emma, som han installerede i en lejlighed i Wien. Selv led han under tilbagevendende helbredsproblemer, herunder hæmorider, halsbetændelser og migræneanfald. Til de personlige tab kom også en stor kunstnerisk skuffelse. Den 20. november 1889 blev hans 1. symfoni uropført i Budapest, og ifølge musikanmelderen August Beer steg publikums utilfredshed for hver sats. Især én negativ anmeldelse fra hans tidligere medstuderende Viktor von Herzfeld sårede ham dybt. Herzfeld skrev hånligt, at Mahler, som så mange dirigenter før ham, nu havde bevist, at han aldrig ville blive en ægte komponist.
I februar 1891 blev Beniczky afløst af den konservative grev Géza Zichy, der overtog ledelsen af operahuset. Mahler havde fulgt den politiske udvikling i byen nøje og indledt forhandlinger med operadirektør Bernhard Pollini i Hamborg. I januar samme år havde han i al hemmelighed indgået en aftale om at blive ansat som chefdirigent i Hamborg og begyndte derfor aktivt at arbejde for at blive afskediget fra stillingen i Budapest. Det lykkedes i marts 1891. En af Mahlers sidste store triumfer i Budapest blev hans anmelderroste opsætning af Mozarts Don Giovanni (1787), der blandt andet blev overværet og rost af Johannes Brahms. Under sin tid i Budapest komponerede Mahler ikke større værker, men han satte musik til flere folkeviser fra Des Knaben Wunderhorn, som senere blev optaget i Lieder und Gesänge.

#### Operaen i Hamborg
Gustav Mahler blev i 1891 ansat som chefdirigent ved operaen i Hamborg under direktør Bernhard Pollini. Pollini gav Mahler betydelig kunstnerisk frihed, så længe han udviste både kommercielt og kunstnerisk ansvar. Allerede i sin første sæson gjorde Mahler stort indtryk med sin fortolkning af Wagners Tristan und Isolde (1865), som han dirigerede for første gang. Også hans opsætninger af Tannhäuser (1845) og Siegfried (1875) blev mødt med begejstring af anmelderne. En særlig triumf fulgte med en tysksproget opsætning af Tjajkovskijs Eugen Onegin (1879), som blev overværet af komponisten selv. Tjajkovskij beskrev Mahlers dirigentstil som "utrolig" og kaldte ham siden "et sandt geni." Som altid var Mahlers prøveforløb krævende, hvilket skabte frustration blandt både sangere og orkestermusikere, der på én gang respekterede og foragtede deres dirigent.
I sommeren 1892 tog Mahler med Hamborg-operaen på et otte uger langt gæstespil til London med tyske operaer på programmet. Hans Tristan und Isolde-fortolkning gjorde et så dybt indtryk på den unge Ralph Vaughan Williams, at han efter sigende "ikke kunne sove i de efterfølgende nætter." Trods succesen afslog Mahler senere lignende tilbud, da han ønskede at reservere sin sparsomme fritid til komposition. I 1893 købte han en lille hytte ved landsbyen Steinbach am Attersee i Østrig, hvor han begyndte en ny arbejdsrutine: Dirigent om vinteren, komponist om sommeren. I Steinbach satte han musik til en række Des Knaben Wunderhorn-tekster og komponerede store dele af både sin 2. symfoni (1894) og 3. symfoni (1896).
Mahlers egne værker blev stadig sjældent opført, og hans produktion blev begrænset af hans omfattende arbejde som dirigent. I oktober 1893 dirigerede han en forkortet version af sin 1. symfoni i Konzerthaus Ludwig i Hamborg, og ved samme koncert blev seks nye Wunderhorn-sange også uropført. Gennembruddet som komponist kom først den 13. december 1895, da han i Berlin dirigerede uropførelsen af sin 2. symfoni. Hans assistent Bruno Walter udtalte senere, at "man kunne datere [Mahlers] berømmelse som komponist til denne dag."
I løbet af sine seks år i Hamborg dirigerede Mahler i alt 744 forestillinger fordelt på 66 operaer. Blandt disse var samtidige værker som Verdis Falstaff (1893) og Engelbert Humperdincks Hänsel und Gretel (1893). Men trods sin succes i Hamborg forblev Mahlers mål det samme: At opnå posten som direktør for den prestigefyldte Wiener Hofoper. Fra 1895 begyndte han at lægge følere ud gennem indflydelsesrige venner i Wien. For at kvalificere sig til embedet konverterede Mahler, som ellers var agnostiker, til katolicismen, da jøder var udelukket fra høje embeder i Østrig.

### Wien (1897-1907)
Mens Gustav Mahler afventede kejser Franz Joseph 1.s endelige godkendelse af sin udnævnelse, blev han midlertidigt ansat som dirigent ved Wiener Hofoper. Han delte posten med Joseph Hellmesberger 2., søn af sin tidligere konservatorierektor, og den internationalt anerkendte Wagner-fortolker Hans Richter, der i 1876 havde dirigeret uropførelsen af Der Ring des Nibelungen i Bayreuth. Operaens afgående direktør, Wilhelm Jahn, havde imidlertid undladt at informere Richter om, at Mahler var udset til at overtage ledelsen. For at undgå konflikt sendte Mahler et taktfuldt og rosende brev til Richter, hvori han udtrykte sin dybeste beundring. Selvom deres samarbejde blev anspændt, formåede de at holde deres uenigheder interne.
Kort før Mahlers ankomst til Wien var Karl Lueger blevet valgt som borgmester. Han var kendt for sine antisemitiske holdninger: "Jeg bestemmer, hvem der er jøde, og hvem der ikke er det." I dette politiske klima følte Mahler et pres for hurtigt at bevise sin loyalitet over for det konservative, tyskorienterede borgerskab. Det lykkedes ham til dels gennem kritikerroste opsætninger af Wagners Lohengrin (1850) og Mozarts Die Zauberflöte (1791) i maj 1897. Kort tid efter blev Mahler imidlertid ramt af sygdom og måtte trække sig fra sit arbejde i flere uger. I denne periode blev han plejet af sin søster Justine og sin nære fortrolige, bratschisten Natalie Bauer-Lechner. I juli vendte han tilbage og påbegyndte straks prøverne til Hofopers første samlede opsætning af Der Ring des Nibelungen. Ved premieren i august blev opsætningen mødt med ros. Mahlers ven, Hugo Wolf, udtalte til Bauer-Lechner: "For første gang nogensinde hørte jeg Der Ring des Nibelungen, som jeg altid har drømt om at høre den."
I oktober 1897 blev  Mahler officielt udnævnt til direktør for Wiener Hofoper. Som sin første opsætning valgte han den tjekkiske komponist Bedřich Smetanas nationalromantiske opera Dalibor (1868), hvilket vakte voldsom forargelse blandt Wiens tyske nationalister. I et anonymt brev blev Mahler anklaget for at "fraternisere med det antimonarkiske, underlegne tjekkiske folk." I sine erindringer Verden af i går (1942) beskrev forfatteren Stefan Zweig, hvordan Mahlers udnævnelse afslørede det etablerede Wiens dybe mistro til unge kunstnere: "Da der en enkelt gang forekom en overraskende undtagelse, og Gustav Mahler i en alder af otteogtredive blev udnævnt til direktør for [Hofoper], gik der en forskrækket hvisken og tisken gennem hele Wien, over at man havde betroet et 'så ung menneske' den mest fremtrædende kunstinstitution […] Denne mistanke om, at et ungt menneske nok 'ikke var helt til at stole på,' fandtes dengang i alle kredse." Zweig bemærkede også: "At have set Gustav Mahler på gaden [i Wien] var en begivenhed, som man næste morgen stolt kunne fortælle sine kammerater om, som var den en personlig triumf." Som direktør for Hofoper udvidede Mahler repertoiret markant med 33 nye operaer og 55 moderne genopsætninger af ældre værker. Hans ambition om at opføre Richard Strauss' kontroversielle opera Salome (1905) blev dog forhindret af Wiens censurmyndigheder, som anså værket for anstødeligt.
I 1902 mødte Gustav Mahler kunstneren Alfred Roller, medlem af kunstnergruppen Wiener Secession. Allerede året efter udnævnte Mahler ham til chefscenograf ved Wiener Hofoper. Rollers debut blev en nyopsætning af Tristan und Isolde, som indledte et langvarigt og frugtbart samarbejde mellem de to. Sammen skabte de over 20 nyskabende og anmelderroste opsætninger af klassiske operaer, herunder Beethovens Fidelio (1805), Christoph Willibald Glucks Iphigénie en Aulide (1774) og Mozarts Le nozze di Figaro (1786). Sidstnævnte opsætning vakte opstandelse blandt konservative purister, da Mahler valgte at tilføje en ekstra scene til tredje akt.
Trods de kunstneriske triumfer var Mahlers tid ved Hofoper præget af vedvarende konflikter. Han lå i næsten konstant strid med både ansatte og ledelse. Hans kompromisløse og temperamentsfulde ledelsesstil hævede utvivlsomt det kunstneriske niveau, men skabte også udbredt modvilje blandt medarbejderne. I december 1903 brød utilfredsheden ud i åbent oprør, da sceneteknikerne fremsatte krav om bedre arbejdsvilkår. Mahler afviste kravene og hævdede, at oprøret var orkestreret af højreekstreme kræfter. Han blev udsat for stigende hadske angreb fra Wiens antisemitiske kredse, som fra 1907 førte en målrettet kampagne imod ham i byens presse. Internt i operaen kæmpede han desuden med bestyrelsen for retten til at afsætte mere tid til komposition. Følelsen af at være presset fra alle sider fik Mahler til at se sig om efter nye muligheder. I maj 1907 indledte han forhandlinger med Metropolitan Opera i New York, og måneden efter underskrev han en særdeles favorabel kontrakt med det amerikanske operahus. Mahler indgav sin opsigelse til Hofoper og dirigerede sin sidste forestilling, Fidelio, den 15. oktober 1907 – hans optræden nummer 645 i huset. I løbet af sine ti år som direktør havde han forvandlet institutionens kunstneriske profil og bragt den økonomisk i balance, men han havde vundet få venner. Det blev sagt om ham, at han behandlede sine musikere som en løvetæmmer. Hans afskedsbrev, som han havde hængt op på en opslagstavle i operaen, blev angiveligt revet ned og sønderrevet kort tid efter.

#### Senere kompositioner
I sine første år som operadirektør i Wien komponerede Gustav Mahler kun sporadisk, men fra 1899 tog hans kompositoriske virke for alvor fart. Han færdiggjorde de sidste Des Knaben Wunderhorn-sange og afsluttede i 1900 arbejdet på sin 4. symfoni. På dette tidspunkt havde han fundet en ny skrivehytte i Maiernigg ved Wörthersee, hvor han senere også lod opføre en sommervilla. I Wien boede han til daglig i en moderne herskabslejlighed på Auenbruggergasse 2. I Maiernigg indledte Mahler det, der senere er blevet kaldt hans "mellemperiode" eller "post-Wunderhorn-periode." Mellem 1901 og 1904 satte han musik til ti digte af Friedrich Rückert: Fem blev samlet i Rückert-Lieder, mens de øvrige fem dannede grundlaget for sangcyklussen Kindertotenlieder. I samme periode komponerede han også sin 5., 6. og 7. symfoni, mens hans 8. symfoni blev til i en intens kreativ raptus over blot otte uger i 1906.
Efter århundredeskiftet blev Mahlers værker opført med stigende hyppighed og anerkendelse. I 1901 blev hans tidlige værk Das klagende Lied omsider uropført i revideret form. Samme år dirigerede han selv uropførelsen af sin 4. symfoni i München, og i 1902 fulgte uropførelsen af den 3. symfoni i Krefeld. De følgende år ledede han også uropførelserne af 5. symfoni i Köln (1904) og 6. symfoni i Essen (1906). Rückert-Lieder og Kindertotenlieder blev fremført ved en koncert i Wien i januar 1905.

#### Ægteskab, familieliv og personlige tragedier
I november 1901 mødte Gustav Mahler den unge komponist Alma Schindler, steddatter til maleren Carl Moll, ved en selskabelig sammenkomst i Wien, hvor også teaterdirektøren Max Burckhard var til stede. Alma havde oprindeligt ikke ønsket at møde Mahler, som hun forbandt med "de skandaler, der omgav ham og alle [Wiens] håbefulde operasangerinder." Under festen kom de i en ophedet diskussion om en ballet af Alexander von Zemlinsky, men aftalte trods uenigheden at mødes i Wiener Hofoper dagen efter. Forholdet udviklede sig hurtigt, og den 9. marts 1902 blev de gift ved en privat ceremoni. På dette tidspunkt var Alma allerede gravid med parrets første barn, datteren Maria, som blev født den 3. november samme år. Deres anden datter, Anna, kom til verden i 1904.
Ægteskabet vakte både forundring og bekymring blandt parrets omgangskreds. Burckhard beskrev eksempelvis Mahler som en "sygelig, degenereret jøde," mens medlemmer af Mahlers familie betragtede Alma som udsvævende og uberegnelig. Mahler havde et humørpræget og dominerende temperament, og hans mangeårige veninde Bauer-Lechner bemærkede, at et forhold med ham var "som en båd, der ubønhørligt bliver kastet frem og tilbage af bølgerne." Et afgørende brudpunkt i ægteskabet var Mahlers krav om, at der kun måtte være én komponist i familien. Han forlangte, at Alma opgav sine egne musikalske ambitioner. I et af sine breve skrev han: "Rollen som komponist og forsørger tilfalder mig. [Rollen] som hengiven og forstående hustru tilfalder dig. Jeg ved, at jeg forlanger meget af dig, men det kan jeg tillade mig, fordi jeg ved, hvad jeg omvendt tilbyder." Alma følte sig undertrykt og skrev i sin dagbog: "Det er ubærligt så nådesløst at blive frarøvet dét, der står ens hjerte nærmest [dvs. musikken]." Selvom ægteskabet i perioder var præget af lidenskab og gensidig beundring, førte Mahlers kontrolbehov og selvcentrerede livsform til en stadig dybere kløft mellem dem. Alma reagerede derfor med gentagne forsøg på at frigøre sig fra hans greb.
I sommeren 1907 rejste familien Mahler til sommervillaen i Maiernigg for at komme væk fra den stadigt voksende hetz i Wien. Kort efter ankomsten blev begge døtre ramt af henholdsvis skarlagensfeber og difteri. Den ældste, Maria, døde efter fjorten dages sygdom. Få dage senere blev Mahler selv diagnosticeret med en hjertefejl og blev af lægerne pålagt at undgå fysisk anstrengelse. Der er uenighed om, hvor alvorlig tilstanden egentlig var. Mahler selv beroligede Alma i et brev og forsikrede, at han kunne leve et normalt liv, mens Alma betragtede diagnosen som en dødsdom. Kombinationen af datterens død, det medicinske chok og pressens vedvarende angreb førte Mahler ud i en depression.

### Sidste leveår (1908-1911)

#### New York City
Den 1. januar 1908 debuterede Gustav Mahler som dirigent ved Metropolitan Opera i New York med en opsætning af Tristan und Isolde. Hans første sæson i USA blev mødt med stor begejstring, særligt hans fortolkning af Fidelio i foråret, hvor han genskabte Alfred Rollers banebrydende scenografi fra Hofoper i Wien. I sommeren samme år vendte Mahler tilbage til Østrig og etablerede sin tredje kompositoriske skrivehytte i en skov nær Toblach. Her begyndte han arbejdet på Das Lied von der Erde (1908), hvor han satte musik til Hans Bethges tyske oversættelser af  kinesiske digte. På trods af værkets symfoniske struktur nægtede Mahler at kalde det en symfoni, da han frygtede "den 9. symfonis forbandelse" – en skæbne, han mente havde ramt Beethoven, Franz Schubert og Bruckner. Hans 7. symfoni blev uropført i Prag den 19. september samme år.
Fra januar 1909 måtte Mahler dele sine forpligtelser ved Metropolitan Opera med den nyansatte Arturo Toscanini, hvilket begrænsede hans egen aktivitet til blot 19 opførelser denne sæson. Hans opsætning af Smetanas Den solgte brud den 19. februar blev særligt godt modtaget. Derudover dirigerede han tre koncerter med New York Symphony Orchestra, hvilket inspirerede ham til at hellige sig koncertsalen frem for operascenen. Kort tid efter opsagde han derfor sin stilling ved Metropolitan og indgik derfor i stedet en aftale med New York Philharmonic.
Mahler tilbragte sommeren 1909 i Toblach, hvor han påbegyndte arbejdet på sin 9. symfoni. Den følgende sæson med New York Philharmonic blev både lang og fysisk krævende. Han dirigerede 46 koncerter, men oplevede, at hans repertoire sjældent faldt i det lokale publikums smag. Den amerikanske premiere på hans 1. symfoni i december 1909 blev dårligt modtaget. Til gengæld blev uropførelsen af 8. symfoni i München den 12. september 1910 et af karrierens ubestridte højdepunkter. En musikalsk sejr, som Mahler dog havde vanskeligt ved at nyde. Kort forinden havde han således opdaget, at Alma havde indledt en affære med den unge arkitekt Walter Gropius. Dybt nedslået søgte Mahler hjælp hos Sigmund Freud, som under deres samtale pegede på, hvordan han havde undertrykt Almas kunstneriske ambitioner. Opmuntret af Freuds indsigt begyndte Mahler derfor nu at støtte sin hustrus musikalske virke. Han hjalp hende med at orkestrere og promovere hendes kompositioner, og som et tegn på sin hengivenhed dedikerede han 8. symfoni til hende. Alma valgte at forblive i ægteskabet, men fortsatte i hemmelighed sin affære med Gropius.

#### Sygdom og død
I sommeren 1910 påbegyndte Gustav Mahler arbejdet på sin 10. symfoni i Toblach. I oktober rejste han tilbage til USA, men omkring juletid begyndte han at lide af vedvarende halsbetændelse. Den 21. februar 1911 insisterede han på at gennemføre en koncert i Carnegie Hall, på trods af en feber på 40 grader. Programmet omfattede blandt andet uropførelsen af Ferruccio Busonis Berceuse élégiaque, hvilket blev Mahlers sidste optræden som dirigent. Herefter tilbragte han flere uger i sengen og blev diagnosticeret med hjertebetændelse. Trods den dystre prognose bevarede Mahler håbet og fulgte med interesse uropførelsen af et af Almas værker, som blev sunget af Frances Alda i marts. I begyndelsen af april forlod han med sin familie og en sygeplejerske USA om bord på SS Amerika. Efter ti dage ankom de til Paris, hvor Mahler blev indlagt på en klinik i Neuilly-sur-Seine. Senere blev han overført til et sanatorium i Wien, hvor han udviklede lungebetændelse og faldt i koma. Hundredvis af beundrere samledes uden for sanatoriet for at vise deres støtte. Trods behandling med radium og morfin døde Mahler den 18. maj 1911.
Han blev begravet den 22. maj på Friedhof Grinzing i Wien, ved siden af datteren Maria. I overensstemmelse med eget ønske bærer hans gravsten kun hans navn: "Dem, som kommer for at besøge [min grav], ved allerede, hvem jeg var. Og resten behøver ikke vide det." Alma deltog efter lægens råd ikke i begravelsen. Til gengæld var nære venner og samarbejdspartnere som Bruno Walter, Alfred Roller og Gustav Klimt til stede, ligesom repræsentanter fra Europas store operahuse. Arnold Schönbergs bårekrans bar teksten: "Til den hellige Gustav Mahler." I nekrologerne blev Mahler anerkendt som en af tidens største dirigenter. New York Times kaldte ham "en af vor tids største musikere," mens The Times bemærkede, at kun Hans Richter havde overgået ham som dirigent. Begge aviser udtrykte dog forbehold over for hans egne kompositioner.
Alma Mahler overlevede sin mand med mere end halvtreds år og døde i 1964. I 1915 giftede hun sig med arkitekten Walter Gropius, men ægteskabet endte i skilsmisse fem år senere. I 1929 giftede hun sig med forfatteren Franz Werfel. I 1940 udgav hun erindringsbogen Gustav Mahler: Erinnerungen und Briefe, hvori hun beskrev deres ægteskab. Bogen er siden blevet kritiseret for sin selektivitet, mangel på dokumentation og for udpræget selviscenesættelse. Parrets datter, billedhuggeren Anna Mahler, døde i 1988. I 1955 blev Internationale Gustav Mahler Gesellschaft grundlagt med Bruno Walter som formand og Alma som æresmedlem. Selskabet arbejder stadig for at dokumentere, bevare og udbrede kendskabet til Gustav Mahlers liv og værk.

## Udvalgte værker

### Symfonier
- 1. symfoni (1884-88)
- 2. symfoni (1888-94)
- 3. symfoni (1895-96)
- 4. symfoni (1899-1901)
- 5. symfoni (1901-02)
- 6. symfoni (1903-04)
- 7. symfoni (1904-05)
- 8. symfoni (1906)
- 9. symfoni (1909-10)
- 10. symfoni (Ufuldendt)

### Vokalværker
- Das klagende Lied (1878-80)
- Drei Lieder (1878)
- Lieder und Gesänge (1880-90)
- Lieder eines fahrenden Gesellen (1884)
- Rückert-Lieder (1901-02)
- Kindertotenlieder (1901-04)
- Das Lied von der Erde (1908-09)